# タチアナ・スクンマーカー
タチアナ・スクンマーカー、現姓スミス（Tatjana Smith, neé Schoenmaker、1997年7月9日 - ）は、南アフリカ共和国ヨハネスブルグ出身の女子競泳選手。2020年東京オリンピックの200m平泳ぎ金メダリスト・100m平泳ぎ銀メダリスト。元200m平泳ぎ世界記録保持者。

## 経歴
2019年世界水泳選手権では200m平泳ぎで銀メダルを獲得した。
2020年東京オリンピックでは200m平泳ぎで女子初となる2分19秒を切る世界新記録（2分18秒95）で優勝した。南アフリカ共和国の選手がこの種目で優勝するのは1996年アトランタオリンピックのペネローペ・ヘインズ以来25年ぶり。100m平泳ぎでも銀メダルを獲得した。

## 自己ベスト
- 50m平泳ぎ　30秒21（アフリカ記録）
- 100m平泳ぎ　1分04秒82（アフリカ記録・オリンピック記録）
- 200m平泳ぎ　2分18秒95　2021年7月30日（元世界記録・アフリカ記録）

参照